# 盘古河
盘古河，位于中华人民共和国黑龙江省塔河县境内，是黑龙江右岸支流，河名源自鄂伦春语意为“河水翻滚”，因河床高低不平，使水流翻滚而得名。发源于塔河县西南部的白卡鲁山山麓，自西南向东北流，经盘古镇、盘中林场、沿江林场等地，于开库康乡马伦村下游约8千米处汇入黑龙江。河流全长165千米，河道平均比降0.81‰，河道弯曲系数1.47，流域面积3638平方千米。盘古河属于山溪性河流，流域上游为原始森林区，人烟稀少；下游地区为多年连续冻土带。上游建有盘古贮木场，占地面积40.1公顷，木材储积量为38万立方米，是中国最大的贮木场。